# Convento de la Popa

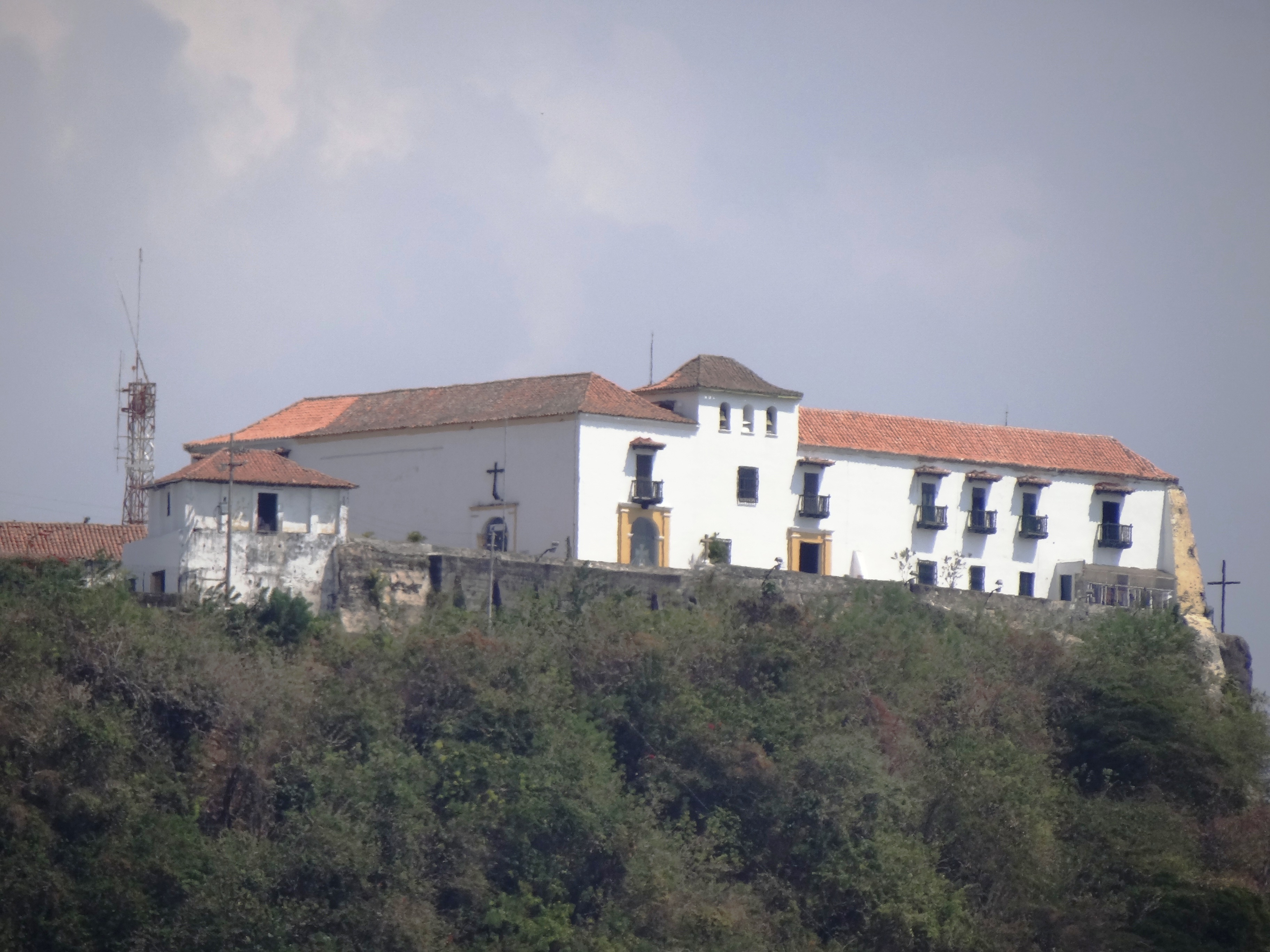
Vista lejana del convento

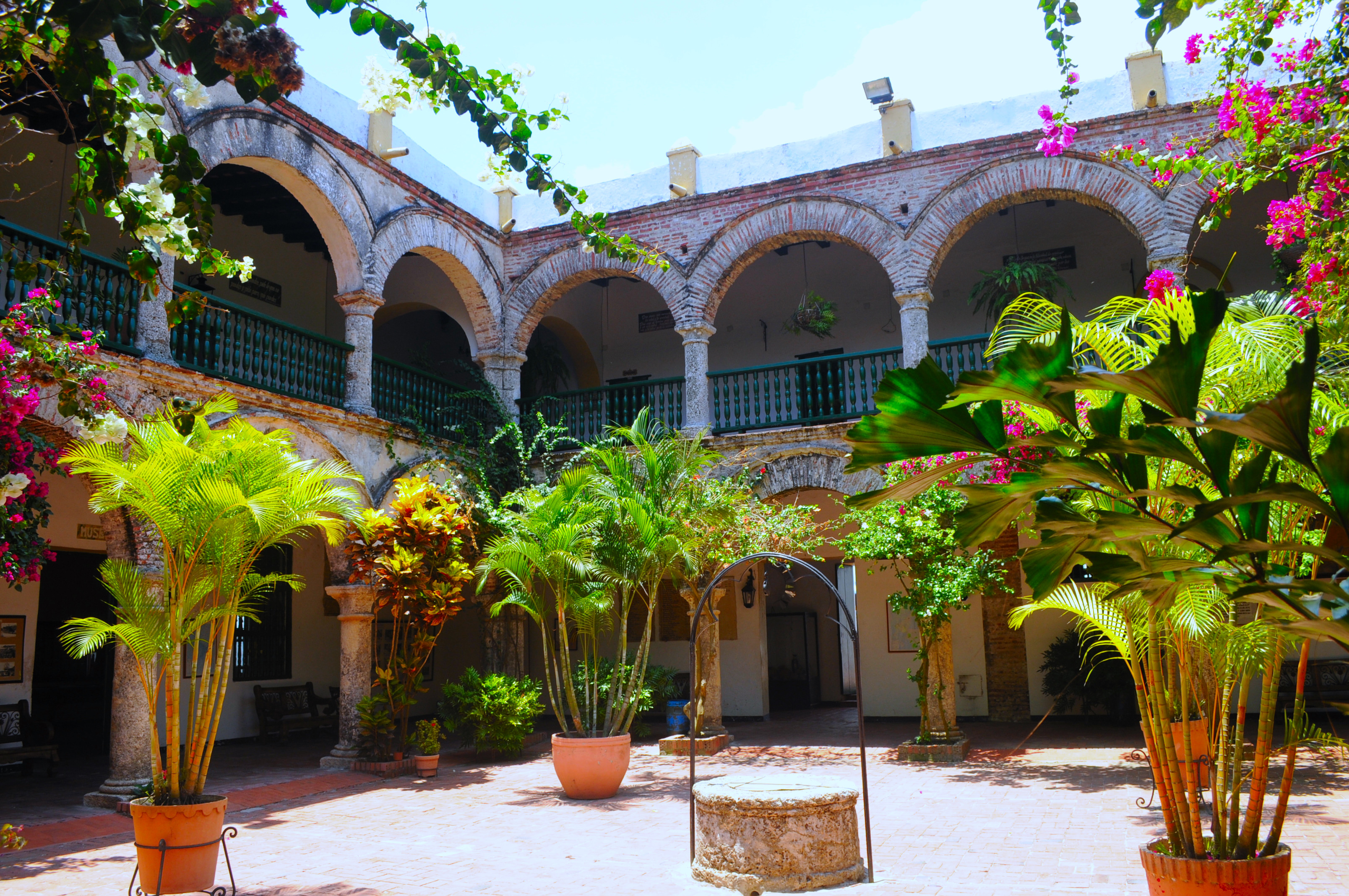
Claustro del convento

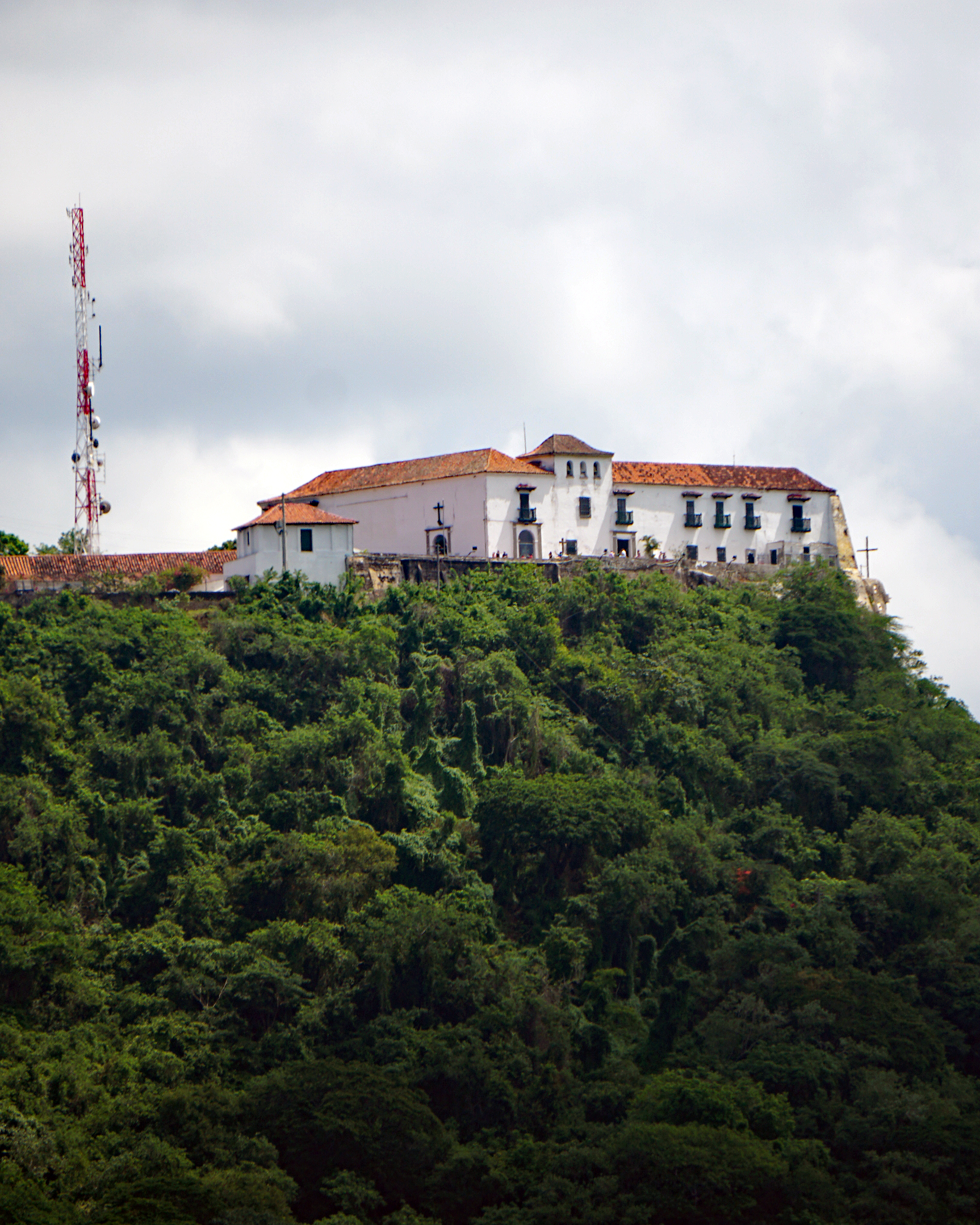
En la cima del Cerro la Popa

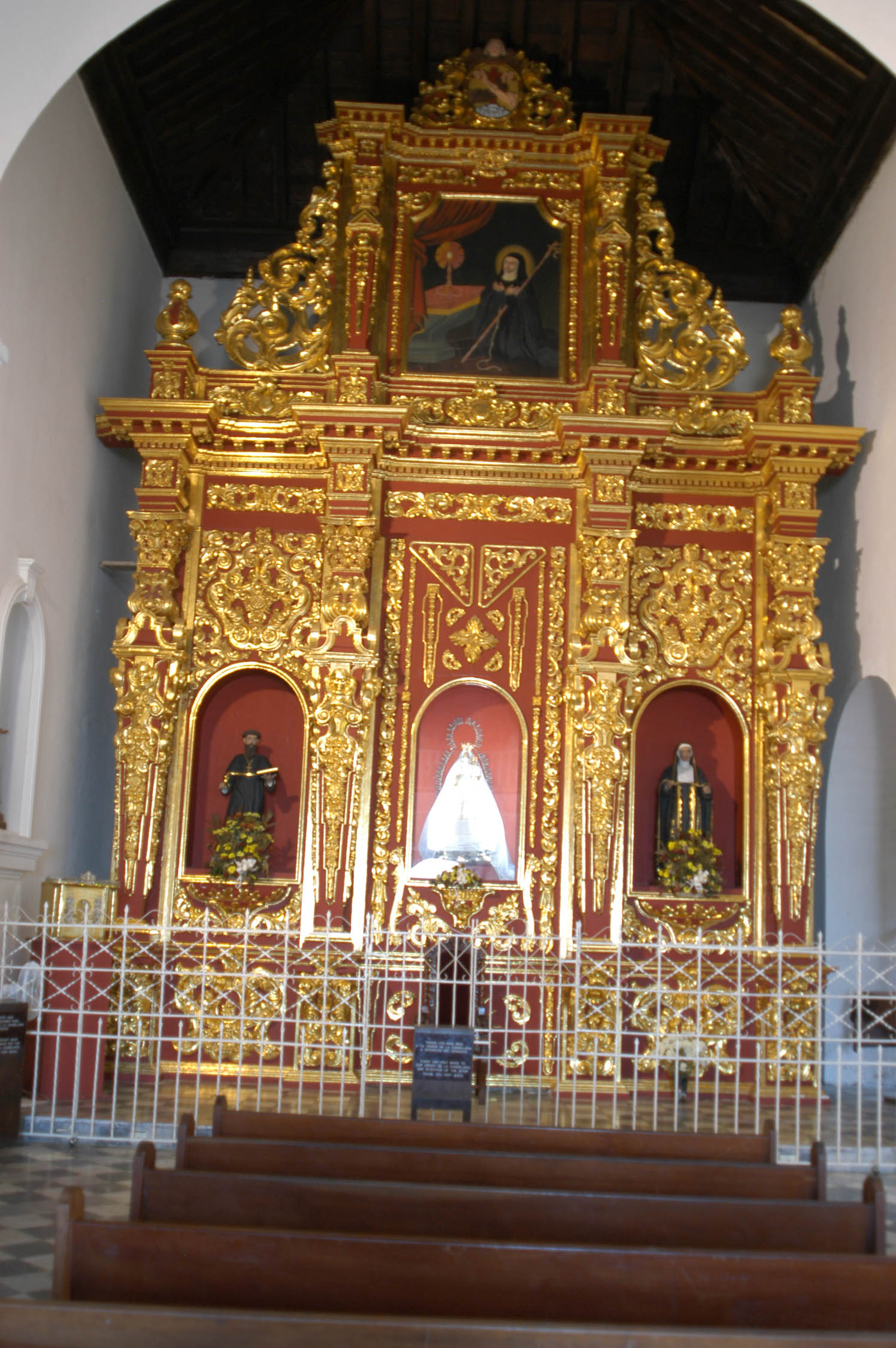
El retablo y la imagen de la Virgen de la Candelaria

El convento, claustro y capilla de Nuestra Señora de la Candelaria de la Popa se encuentran en la cima del cerro la Popa, en Cartagena de Indias, Colombia. También se le llama Convento de Santa Cruz de la Popa.

## Historia
El conjunto religioso fue construido en 1607, cuando se erigió la original capilla de madera y palma de la Popa, gracias a la predicación del fraile agustino descalzo Vicente Mallol.
Un año después se construyó el convento, llamado inicialmente de Santa Cruz, y posteriormente se le dio el nombre de la Popa, en forma de galería, cuya popa es el extremo donde actualmente se levanta la iglesia.
Un adinerado napolitano, don Fabricio Sánchez, pagó los gastos, y una vez cumplidos los trámites eclesiásticos y civiles de rigor, fue nombrado superior del convento de la Popa fray Alonso de la Cruz Paredes, de la orden de los Agustinos Recoletos .
Cuenta la crónica que estando fray Alonso de la Cruz Paredes en el convento de la Candelaria de Ráquira, se le apareció la Santísima Virgen y le ordenó construir una iglesia en el cerro más cercano a Cartagena, con el fin de devolver la fe cristiana a esta tierra, en la que dice la leyenda, habitaba un espíritu maligno, en forma de cabra, al cual adoraban los mulatos bajo la dirección del indígena Luis Andrea, quien terminó sus días en una celda de la Inquisición. 
El fraile cumplió su misión y arrojó al animal desde lo alto del cerro. Desde entonces, los cartageneros llaman al precipicio, el Salto del Cabrón, en alusión a la cabra.
En 1612 el convento estaba casi terminado y se habían invertido en él 15.000 ducados, una suma muy respetable en aquella época. La construcción tardó unos 6 o 7 años en finalizarse.
Desgraciadamente, existen pocos datos precisos sobre el convento, ya que los archivos históricos han desaparecido por completo a causa de las invasiones que ha sufrido. Desde sus inicios, el Convento de Santa Cruz de la Popa ha sido el blanco de todas las miradas, incluidas las de los piratas, que lo consideraban como un castillo fortificado que había que tomar de alguna manera. En 1585 el famoso pirata inglés Francis Drake asaltó la Ciudad Heroica con una flota de 23 barcos y una fuerza de 2.500 hombres. Los ataques continuaron, esta vez afectando al Convento de Santa Cruz de la Popa.
Para cuando el convento fue atacado, Cartagena ya había construido sus famosas e imponentes murallas, que fueron su salvación; el Convento de Santa Cruz de la Popa, en cambio, solo tenía la ventaja de estar retirada y elevada sobre el nivel del mar. Esto fue de utilidad para no quedar totalmente devastada, aunque después de cada ataque era necesario invertir grandes sumas de dinero en reparaciones.
En el transcurso de la Guerra de la Independencia, el Convento de Santa Cruz de la Popa fue teatro de hazañas heroicas, como la protagonizada la noche del 11 de noviembre de 1815, cuando fue repelido el asalto sorpresivo de las tropas sitiadoras españolas de Pablo Morillo.
Durante la República, los agustinos se vieron obligados a abandonar el convento, quedando este abandonado hasta ser utilizado como cuartel. De hecho, cuando las tropas libertadoras entraron en Cartagena, Simón Bolívar se instaló allí con su regimiento. Cuenta la tradición que una bala de cañón, disparada desde el Castillo de San Felipe de Barajas, pasó a escasos centímetros de la cabeza del Libertador, que se encontraba asomado a una ventana del piso alto del convento.
Luego, en 1961 el convento y la ermita fueron devueltos a los agustinos. Actualmente el convento alberga un museo religioso, que puede visitarse junto con el formidable claustro.
En febrero se celebra la fiesta de la Virgen de la Candelaria de La Popa. Desde la madrugada del 2 de febrero, multitudes de devotos peregrinan a pie hasta la cima del cerro de Popa.

## Galería

Convento de la Popa en 1925[2]
Claustro del Convento de la Popa en 1941[3]
Procesión de la Virgen de la Candelaria de la Popa en el Convento de la Popa, fotografía de 1933[2]
Procesión de la Virgen de la Candelaria de la Popa en el Convento de la Popa, fotografía de 1933[2]